# Klokan parma
Klokan parma (Notamacropus parma, syn. Macropus parma) je nejmenší druh klokana z rodu Macropus. Je šedohnědé barvy s bílým hrdlem a tmavým pruhem uprostřed přední poloviny zad.

## Historie
Klokan parma byl poprvé popsán vědcem a biologem Johnem Gouldem v roce 1840. Byl určitý čas považován za druh v přírodě vyhynulý. Proto byly zahájeny pokusy znovu odchovat volně žijící populace zvířat, která byla dříve dovezena na Nový Zéland a z chovů zoologických zahrad. Před 30 lety byla ve východním Novém Jižním Walesu poprvé opět objevena volně žijící zvířata. V současnosti tento druh není hojný, avšak jeho přežití se zdá být zajištěno.

## Charakteristika
Délka klokana parma je 45 až 53 cm, ocas je stejně dlouhý. Jeho hmotnost je 3,2 až 6 kg, to je jen desetina hmotnosti klokana rudého. Rozdíl mezi samcem a samicí je téměř neznatelný, samec je však těžší a má silnější přední nohy. Živí se převážně zelení, ale i ovocem a zeleninou. Jsou aktivní převážně v noci. Ve volné přírodě se dožívají věku šest až osm let, v zajetí je to jedenáct až patnáct let.
Mají vzpřímené uši s kulatými špičkami, šedohnědý hřbet a krk, břicho bílé. Mívají i bílý pruh na zádech.

## Ekologie
Klokani parma žijí v severovýchodním Novém Jižním Walesu, v úzkém pruhu podél pobřeží. V přírodě žije samotářsky a skrytým způsobem života v oblasti hustých lesů a deštných pralesů. Obývá blahovičníkové lesy s hustým podrostem, ale k pastvě potřebuje i malé lesní paseky. Nejpříznivější je pro něj vlhké podnebí.
Klokan parma žije v malých skupinkách, většinou po třech kusech. Většinou se jedná o jednoho samce a dvě samice. Je možné, že samotářské samice nebudou tvořit skupinu a budou putovat samy.
Samice je březí 33 - 36 dní a rodí většinou jedno mládě. Jsou to vačnatci, proto odchovávají mláďata ve vaku. Ve vaku většinou mládě stráví sedm měsíců. Samci o samice bojují a o mláďata se nestarají. Ty dosahují pohlavní dospělosti v 16 měsících života, samci ve 24 měsících.

## Predátoři
Mezi přirozené nepřátele klokana parma patří pes dingo či liška. Pro mláďata jsou nebezpeční dravci či velcí hadi.

## Chov v zoo
V Evropě je chován ve více než 80 zoo. V rámci Česka se jedná o tato zařízení:
- Zoo Brno
- Zoo Olomouc
- Zoo Plzeň
- Zoo Praha
- Zoopark Zájezd

Do roku 2014 byl klokan parma chován též v Zoo Děčín. V roce 2018 ukončil chov Zoopark Vyškov. V minulosti byl chován rovněž v Bioparku Teplice. Na Slovensku je tento druh k vidění v Zoo Bratislava a Malkia parku, v minulosti rovněž v Zoo Bojnice a Zoo Košice.

### Chov v Zoo Praha
V Zoo Praha je klokan parma chován od roku 2002. První jedinec byl získán darem, o něco později byla získána samička nalezená na staveništi na okraji Prahy. Ke konci roku 2017 byl chován jeden pár. V průběhu roku 2018 byl zaznamenán odchov. Na konci roku 2018 pak byl opět chován pár těchto zvířat. V roce 2019 bylo odchováno jedno mládě (samec), a ke konci roku tak byli chováni tři jedinci. V únoru 2020 byla ze Zoo Plzeň dovezena samice. V březnu téhož roku přišlo na svět mládě.
Dříve byl chován v horní části zoo. Aktuálně se však o jeden z druhů expozičního celku australské fauny a flory nazvaného Darwinův kráter. Tato expozice dokončená v roce 2020 je umístěna v dolní části zoo pod Rákosovým pavilonem.